# Aptinus
Aptinus es un género de coleópteros adéfagos perteneciente a la familia Carabidae. Sus especies se distribuyen por el paleártico: Europa y Oriente Próximo.

## Especies
Se reconocen las siguientes:
- Aptinus acutangulus Chaudoir, 1876
- Aptinus alpinus Dejean, 1829
- Aptinus bombarda (Illiger, 1800)
- Aptinus cordicollis Chaudoir, 1843
- Aptinus creticus (Pic, 1903)
- Aptinus displosor (L. Dufour, 1811)
- Aptinus hovorkai Hrdlicka, 2005
- Aptinus lugubris Schaum, 1862
- Aptinus merditanus Apfelbeck, 1918
- Aptinus pyranaeus Dejean, 1824